# Veeby
Vanessa Kanga dit Veeby, née le 19 juin 1984 à Yaoundé, est une chanteuse, auteur-compositeur-interprète camerounaise de musique soul, RnB et jazz résidant à Montréal. Elle compte deux albums dont le dernier en date Zandj est sorti en 2021.   

## Biographie

### Enfance et débuts
Née en 1984 à Yaoundé dans la région du centre, Veeby vit et grandit au Cameroun. Elle fait ses études secondaires au Collège Libermann à Douala. A l'âge de 14 ans, elle intègre le club musique de son collège et fait ses premières scènes lors des évènements scolaires.   
Elle quitte le Cameroun pour le Canada en 2001 à l'age de 16 ans afin d'y poursuivre ses études. Elle s'installe au Québec et y suit des études en sciences politiques puis économie, et obtient une maîtrise à l'École nationale d'administration publique.  

### Carrière
Quelques années après son arrivée au Québec, Veeby se fait remarquer aux côtés du rappeur montréalais OL1KU en remportant le prestigieux  l'International Songwriting Competition-public Choice Award . En 2005, elle chante sur l'album du rappeur. Entre 2008 et 2010, elle participe à plusieurs mixtapes et albums de la scène montréalaise, avec le rappeur Pepito, et également avec Hohipo sur l’album Persona Non Grata en 2009 et en 2010 avec Trinitro sur l’album Lvolution. En 2011, Veeby participe à la création de l’hymne officiel du concours Miss Afrique Montréal et est par la suite choisie pour rejoindre l’équipe en tant que coach vocal pour les candidates lors de l’édition suivante en 2012.
Le 8 juin 2012, Veeby sort The Journey, son premier album studio de 11 titres. On y retrouve les titres I Dont Need your money, Go, ainsi que Beau et Belle en collaboration avec le rappeur camerounais Alberto Les Clés,. En 2015, elle participe au Festival International Nuits d’Afrique. 
Invité spécial des Nuits d'Afrique, Manu Dibango présente la relève. Le choix s'impose, car cette Camerounaise (comme le grand pionnier des musiques du monde qui l'accueillera sur scène) est actuellement la chanteuse afro-soul qui suscite le plus d'intérêt au sein de la scène «world» locale. Prestance, puissance, autorité sur scène, opiniâtreté, conjugaison inspirée des cultures R & B et africaines, elle est l'une des artistes émergentes de cette tendance afro-soul de plus en plus contagieuse. 
Dans la cadre d'un programme spécial tenu ce soir au Théâtre Fairmount, Veeby choisira deux titres de son répertoire et reprendra un classique de Manu Dibango, soit Bolingo City.
Son second album intitulé Zandj sort le 29 octobre 2021. C'est un album de 13 titres qui combine Afrosoul et Hip Hop. On y retrouve la reprise du titre Wele Kuaku de l'artiste congolais Freddy Masamba,. L'album est produit sous le label Hangaa Music. 
Veeby est également entrepreneure; elle est la fondatrice du Festival Afropolitain Nomade, une rencontre musicale internationale créé en 2012 et qui se tient chaque année dans une ville africaine,. 

## Discographie

### Albums
- 2012: The Journey
- 2021: Zandj

### Singles
- 2013: Mangué

### Collaborations
- 2016: Alrite de Kaizah

## Prix et Distinctions
- 2005: International Songwriting Competition-public Choice Award
- 2014: Prix Coup de cœur de la Place des Arts et de Vision Diversité[17]
- 2015 : Prix de la chanson multiculturelle ( Eval-Manigat) décerné par la Société des Producteurs et auteurs compositeurs du Québec (SPACQ)
- 2018: Femme immigrante aux multiples facettes de l'année 2018 par Fame Amazones[18]